# Pascal Lance
Pascal Lance (Toul, Lorena, 23 de junio de 1964) es un ciclista francés, profesional entre 1989 y 1997. En su palmarés destacan les cuatro victorias en la Chrono des Nations, 1987, 1988, 1994 y 1995, y el Tour de Poitou-Charentes de 1992.

## Palmarés
1985
- Circuit des Mines
- Premio de Flandes Franceses

1987
- Chrono des Nations
- Gran Premio de Francia

1988
- Circuit des Mines
- Chrono des Nations
- Gran Premio de Francia

1989
- 1 etapa del Tour de Vaucluse

1990
- 1 etapa de la Vuelta a Andalucía

1992
- Tour de Poitou-Charentes, más 1 etapa

1993
- 2 etapas del Tour de l'Ain
- 1 etapa de la Ruta del Sur
- 1 etapa del Circuito de la Sarthe

1994
- Chrono des Nations

1995
- 1 etapa del Critérium Internacional
- Chrono des Nations
- 1 etapa del Circuito de la Sarthe
- 1 etapa del Regio Tour

1996
- Gran Premio del cantón de Woippy

1997
- 1 etapa de la Carrera de la Solidaridad y de los Campeones Olímpicos

### Resultados en el Tour de Francia
- 1990. 51.º de la clasificación general
- 1991. 99.º de la clasificación general
- 1993. 68.º de la clasificación general
- 1995. Abandona (9.º etapa)
- 1997. Abandona (14.º etapa)

### Resultados al Giro de Italia
- 1992. 107.º de la clasificación general

### Resultados a la Vuelta a España
- 1991. 68.º de la clasificación general
- 1995. Abandona (16.º etapa)